# Daisy Lowe

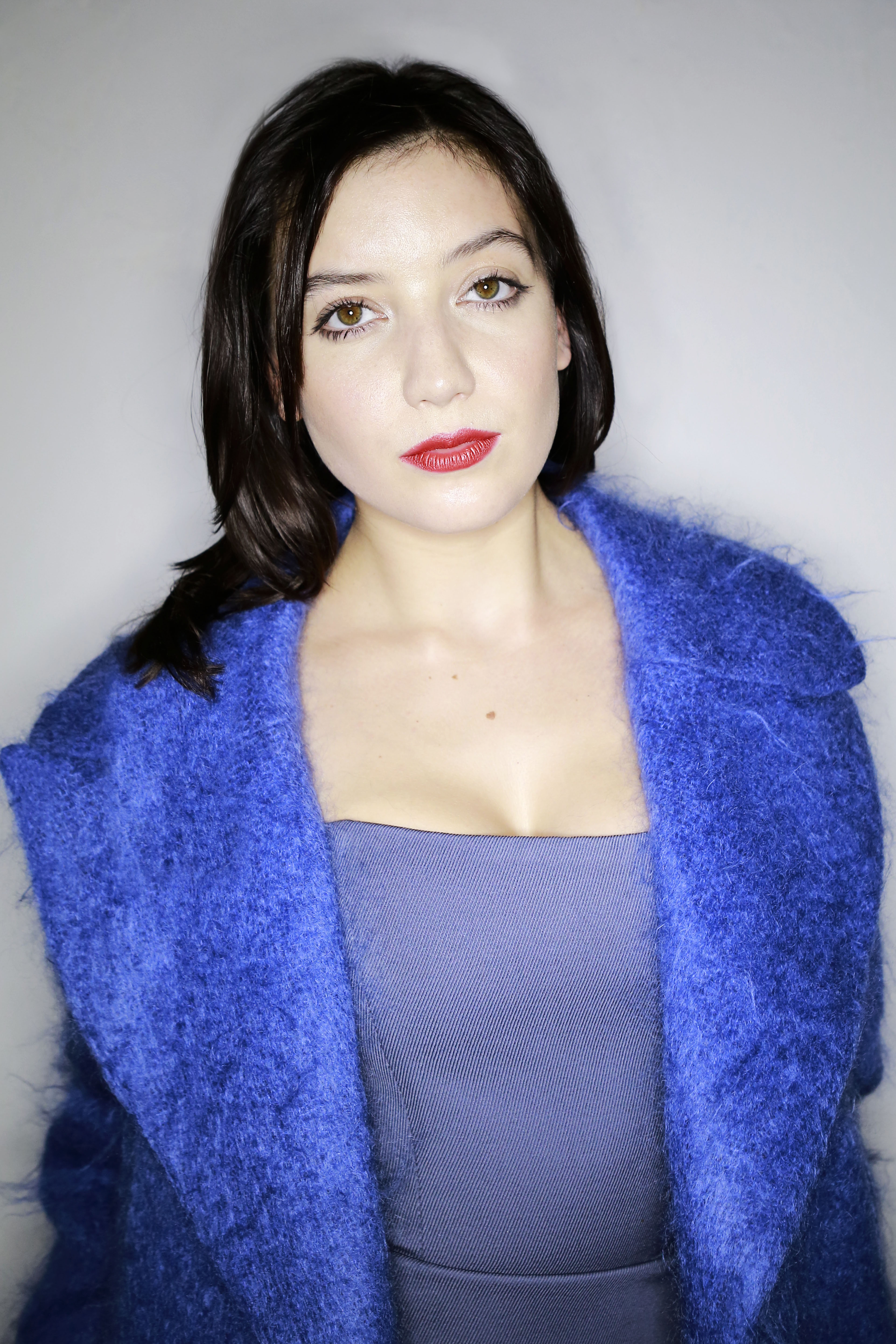
Daisy Lowe (2014)

Daisy Rebecca Lowe (* 27. Januar 1989 in London) ist ein britisches Model.

## Leben
Daisy Lowe ist die Tochter von Pearl Lowe und Gavin Rossdale, der dieses 2004 bekannt gab und bis dato der Patenonkel war.
Lowe begann zwischen zwölf und 14 Jahren mit dem Modeln. 2005 wurde sie von der Unterwäschemarke Agent Provacateur gebucht. Das Cover der italienischen Vogue zierte sie 2006. Für i-d-Magazine machte sie gemeinsam mit ihrem damaligen Freund Aktfotos. 2008 war sie mit Mark Ronson liiert und lief erstmals für Burberry und Vivenne Westwood in London über den Catwalk. Sie wurde das neue Gesicht von Agent Provacateur und erschien auch auf dem britischen, französischen und japanischen Cover der Vogue.
2009 spielte sie im Drama The First Days of Spring mit. Zuvor sammelte sie schauspielerische Erfahrungen mit Cameo-Auftritten in Fernsehserien wie Class of 2008 und Xpose. 2012 spielte sie in Confine eine Doppelrolle. Im 2013 erschienenen Film Geography of the Hapless Heart 2 spielte sie eine Hauptrolle. 2016 hatte sie in Absolutely Fabulous: Der Film einen Cameo-Auftritt. 2016 war sie Teilnehmerin der Tanzsendung Strictly Come Dancing. 2017 wurde sie für den Film Tulpenfieber engagiert.
Sie kritisiert das Abmagern vieler ihrer Kolleginnen (Schauspielerinnen und Models) und ist gegen Diäten.

## Filmografie
- 2008: Class of 2008 (Fernsehserie, sechs Episoden)
- 2009: Xposé (Fernsehserie, Episode 04x13)
- 2009: The First Days of Spring
- 2010: Angela and Friends (Fernsehserie, Episode 07x29)
- 2010: The Xtra Factory (Fernsehserie, Episode 1x80)
- 2010: Le grand journal de Canal+ (Fernsehdokumentation, eine Episode)
- 2012: Confine
- 2013: Geography of the Hapless Heart 2
- 2014: The Place We Go to Hide (Kurzfilm)
- 2014: The Feeling Nuts Comedy Night (Fernsehfilm)
- 2014: Sunday Brunch (Fernsehsendung, Episode 01x120)
- 2014–2017: Love Advent (Miniserie, drei Episoden)
- 2015: Pressure – Ohne Ausweg (Pressure)
- 2015: Sweat (Kurzfilm)
- 2016: Absolutely Fabulous: Der Film (Absolutely Fabulous: The Movie)
- 2016: Strictly Come Dancing (Fernsehsendung, 19 Episoden)
- 2016: Strictly Come Dancing: It Takes Two (Fernsehsendung, 10 Episoden)
- 2016: Lorraine (Fernsehsendung, eine Episode)
- 2017: Tulpenfieber (Tulip Fever)
- 2018: Teen Spirit